# Зебрічень
Зебрічень (рум. Zăbriceni) — село в Єдинецькому районі Молдови. Адміністративний центр однойменної комуни, до складу якої також входить село Онешть.